# По ком звонит колокол
«По ком звонит колокол» (англ. For Whom the Bell Tolls) — роман Эрнеста Хемингуэя, вышедший в 1940 году. Вошёл в список бестселлеров по версии Publishers Weekly за 1940 и 1941 год в США.
В произведении рассказывается история Роберта Джордана, молодого американского бойца Интернациональных бригад, отправленного в тыл франкистов, к партизанам, во время Гражданской войны в Испании. Ему как эксперту-подрывнику поручено взорвать мост, чтобы предотвратить подход франкистских подкреплений при атаке на Сеговию.

## Название
Название романа восходит к проповеди английского поэта и священника XVII века Джона Донна, отрывок из которой стал эпиграфом к роману.

«Нет человека, который был бы как Остров, сам по себе, каждый человек есть часть Материка, часть Суши; и если волной снесёт в море береговой Утёс, меньше станет Европа, и так же, если смоет край мыса или разрушит Замок твой или друга твоего; смерть каждого Человека умаляет и меня, ибо я един со всем Человечеством, а потому не спрашивай, по ком звонит колокол: он звонит по Тебе».
Оригинальный текст (англ.)No man is an island, entire of itself; every man is a piece of the continent, a part of the main. If a clod be washed away by the sea, Europe is the less, as well as if a promontory were, as well as if a manor of thy friend's or of thine own were. Any man's death diminishes me because I am involved in mankind; and therefore never send to know for whom the bell tolls; it tolls for thee.

## Сюжет
Испания, май 1937 года. Заканчивается первый год гражданской войны.
Прибыв по заданию командования республиканских сил в партизанский отряд Пабло, интернационалист американец Роберт Джордан встречает Марию — девушку, чья жизнь разбита войной. Именно здесь разворачиваются основные события: столкновение нежелания Пабло выполнять рискованное задание и чувства долга Джордана, а также конфликт между долгом Джордана и его новообретённым вкусом к жизни, вызванным любовью к Марии.
Хемингуэй рассказывал, что, описывая Марию в романе, представлял себе Ингрид Бергман, которая спустя три года сыграла её в одноимённом фильме.
Значительная часть содержания романа представлена через мысли и переживания Роберта Джордана, с воспоминаниями о встречах с русскими в Мадриде и о его отце и деде. Жена Пабло — Пилар — рассказывает о событиях, демонстрирующих ужасающую жестокость гражданской войны, в одном случае со стороны республиканцев, в другом — со стороны франкистов.

## Персонажи
- Роберт Джордан — специалист-подрывник
- Ансельмо — старик, проводник и охотник, член отряда Пабло
- Пабло — вожак партизанского отряда
- Рафаэль — цыган, член отряда Пабло
- Мария — возлюбленная Джордана, живёт при отряде Пабло
- Пилар — жена Пабло, цыганка
- Агустин — член отряда Пабло
- Эль Сордо (Глухой) — вожак соседнего партизанского отряда
- Фернандо — занудливый член отряда Пабло, средних лет
- Андрес — член отряда Пабло, брат Эладио
- Эладио — член отряда Пабло, брат Андреса
- Примитиво (Простак) — член отряда Пабло
- Хоакин — юноша, член отряда Эль Сордо
- Карков — советский агент и журналист (основан на М. Е. Кольцове)

## Историческая основа
Хемингуэй утверждал, что описанные в романе события полностью представляют собой плод его художественного вымысла. В разное время, однако, делались утверждения о том, что некоторая часть сюжета имеет документальные основания. В частности, в советской и российской литературе неоднократно сообщалось, что прототипом одного из героев романа послужил «полковник Ксанти» — советский офицер Хаджи-Умар Мамсуров: Илья Эренбург полагал, что «многое из того, что Хемингуэй рассказал в романе „По ком звонит колокол“ о действиях партизан, он взял со слов Хаджи», а Роман Кармен утверждал, что «два вечера Эрнест Хемингуэй просидел с ним в отеле „Флорида“ и впоследствии сделал смелого Хаджи прообразом одного из героев романа». Однако биограф Мамсурова Михаил Болтунов отмечает, что «Хемингуэй наделил чертами Хаджи Мамсурова многих героев своего романа», но о прямом его изображении в книге речь не идёт.

## Экранизация
По роману Хемингуэя в 1943 году режиссёром Сэмом Вудом снят одноимённый фильм с Ингрид Бергман и Гэри Купером в главных ролях. Фильм был номинирован Американской Академией кинематографических искусств и наук на премию в девяти категориях: лучшая картина, лучшая мужская роль (Гэри Купер), лучшая женская роль (Ингрид Бергман), лучшая мужская роль второго плана (Аким Тамирофф), операторская работа, работа художника, монтаж, музыкальное сопровождение. Однако «Оскар» получила только греческая актриса Катина Паксино как «Лучшая актриса второго плана» за образ ярой республиканки Пилар. Бюджет картины составил 3 млн долларов.

## Издание в СССР
Уже в марте 1941 года переводчики Наталия Волжина и Евгения Калашникова, по-видимому, закончили полный перевод романа и предложили в журнал «Знамя» публикацию сокращённой версии (22 главы из 43), с удалением всех элементов сюжета, способных бросить тень на коммунистов, а также эпизодов религиозного и сексуального характера
Тимофей Рокотов, редактор журнала «Интернациональная литература», в котором также предполагалась возможность публикации романа, составил в 1941 году докладную записку Жданову, в которой привёл фразы и целые страницы, касающиеся Каркова (прототипом которого послужил Михаил Кольцов), лидера испанских коммунистов Долорес Ибаррури, морального облика коммунистов и т. д. По мнению Рокотова, «…отдельные главы, в которых автор изображает советских людей, принимавших участие в борьбе испанского народа против мятежников и интервентов, представляют значительный интерес», в то же время «в романе имеется специальная глава, содержащая клеветническое изображение Андре Марти, который выведен в книге под своим настоящим именем как главный комиссар интернациональных бригад испанской республиканской армии. По характеристике окружающих Марти лиц, он совсем с ума спятил, у него мания расстреливать людей». Управление агитации и пропаганды согласилось с доводами Рокотова.
Отрывки из подготовленного перевода, по свидетельству Р. Д. Орловой, в годы Великой Отечественной войны распространялись в самиздате.
После постановления ЦК КПСС «О преодолении культа личности и его последствий» Михаил Кольцов, послуживший прообразом Каркова, был посмертно реабилитирован, а Андре Марти, напротив, заклеймён как «отступник от идеалов коммунизма». Тем не менее публикация русского перевода была по-прежнему запрещена, в 1960 году власть пресекла попытку опубликовать сокращённый вариант в журнале «Нева». В 1962 году идеологический отдел ЦК КПСС неожиданно потребовал напечатать перевод малым тиражом для распространения по специальному списку, утверждённый ЦК КПСС, поскольку, как говорилось в предисловии, в романе «…встречается ряд моментов, с которыми трудно согласиться. Так, например, обращает на себя внимание не совсем правильная трактовка образов коммунистов, бесстрашных и мужественных борцов с фашизмом в трудное для испанского народа время»; издание вышло в Издательстве иностранной литературы. В 1963 году было подготовлено массовое издание с предисловием Константина Симонова, но в последний момент запрещено из-за резкого противодействия Долорес Ибаррури.
Массовым тиражом роман вышел в составе четырёхтомника Хемингуэя, выпущенного издательством «Художественная литература» в 1968 году, но со значительными — их более двадцати — идеологическими купюрами. Сам перевод также подвергся переработке сравнительно с версией 1941 года — в направлении более сглаженной передачи стилистических особенностей оригинала.

## Издания в постсоветской России
В 2015 году в издательстве АСТ опубликован новый перевод романа, сделанный Ириной Дорониной. Предисловие написал Николай Анастасьев. Это первое полное русское издание книги Хемингуэя без идеологических и иных купюр; в то же время по мнению ряда критиков некоторые расхождения нового перевода со старым не всегда свидетельствуют в его пользу.

## Интересные факты
- Роман «По ком звонит колокол» занимает восьмое место в списке «100 книг века по версии "Le Monde"».
- У американской группы «Metallica» в альбоме «Ride the Lightning» есть композиция под названием «For Whom the Bell Tolls», в которой описывается один из эпизодов романа — гибель отряда Эль Сордо.
- Одному из центральных персонажей романа, русскому подрывнику Кашкину, Хемингуэй дал фамилию советского переводчика и литературоведа Ивана Кашкина, работу которого очень ценил[8].